# Cerkiew Zaśnięcia Matki Bożej w Moskwie (Kitaj-gorod)
Cerkiew Zaśnięcia Matki Bożej – prawosławna cerkiew parafialna w Moskwie, w dzielnicy Kitaj-gorod, wzniesiona w XVII w.

## Historia
Cerkiew została ufundowana przez powracającego ze zsyłki bojara Sałtykowa w jego posiadłości w Kitaj-gorodzie. Została dobudowana do starszej cerkwi Świętych Niewiast Niosących Wonności z 1647. Świątynia była zarówno prywatną cerkwią domową, jak i cerkwią parafialną, zaś od 1803 – filią parafii Trójcy Świętej na Starych Polach. W połowie XIX w. stała się ponownie siedzibą samodzielnej parafii.
Cerkiew pozostawała czynna do 1925, gdy jej budynek zajął Ludowy Komisariat Floty. Następnie mieściła się w nim izba budowlana, a od 1977 kombinat naukowo-konserwatorski. Wtedy też obiekt został odnowiony. Świątynia została zwrócona Rosyjskiemu Kościołowi Prawosławnemu w 2000.

## Architektura
Cerkiew reprezentuje styl barokowy. Obiekt wzniesiony jest na planie czworoboku, z wyodrębnionym pomieszczeniem ołtarzowym i przedsionkiem. Całość wieńczy ośmioboczny bęben z niewielką cebulastą kopułką. W narożnikach elewacji znajdują się dekoracje w formie półkolumn. Na ścianach obiektu przetrwały resztki fresków pierwotnie zdobiących cerkiew.